# Michu Meszaros
Mihaly «Michu» Meszaros (Budapest, 20 de septiembre de 1939-Los Ángeles, 13 de junio de 2016) fue un artista circense, doble y actor húngaro, principalmente conocido por ser el hombre que portó el traje de la serie televisiva ALF (sitcom de la NBC). Característico por padecer enanismo, medía 83 cm (2' 8 5/8",3 pero otras fuentes afirman 2' 8¾")4 de estatura y actuó en numerosos proyectos de televisión y cine.

## Biografía
Jamás he visto a nadie más pequeño que yo.
Michu Meszaros. Entrevista concedida a The New York Times.

### Infancia
Algunas fuentes indican como su fecha de nacimiento el 1 de octubre de 1939, mientras que otras la precisan en 1940.
Mihaly Meszaros era hijo de dos artistas enanos que eran aproximadamente seis pulgadas (15 cm) más altos que él. Asistió a una escuela circense controlada por el gobierno en Hungría, aprendiendo malabarismo, acrobacia y pantomima.

### Carrera circense
Fue descubierto el 23 de febrero de 1973 por Kenneth Feld y su padre, Irvin Feld, quienes escucharon sobre el legendario ende la 106.ª edición de Ringling Bros. and Barnum & Bailey Circus, celebrando "200 años del circo en América" fue presentado por los Feld como Michu, The Smallest Man in the World ("El hombre más pequeño en el mundo"). Se afirmó que era nueve pulgadas más corto de estatura que el General Tom Thumb; sin embargo, el General Tom Thumb fue más pequeño que Michu en el tiempo en que trabajó para P. T. Barnum; lo que ocurrió realmente es que Thumb no había terminado de crecer, pues alcanzó su estatura máxima al momento de su fallecimiento, dando ventaja a Mihaly.
De manera recurrente efectuaba un número donde se llevaba a cabo su boda con su novia liliputiense Juliana, también enana.
En 1982, se presentó como The Mighty Michu ("El Poderoso Michu") que lideraba a los demás enanos.
En 1998, para la 128.ª edición de la unidad azul del circo, The Mighty Michu se presentó en un sideshow con Khan, "el hombre más alto de la Tierra".
Durante el 2000 asistió a Jon Weiss, un payaso acróbata, para realizar un acto cómico de balancismo en pareja, que concluía con un show de "hombre bala" efectuado por Jon. El acto fue considerado como el primer "Clown N'Ball" de todos los tiempos.
En julio del 2001, se presentó junto con el circo en el American Airlines Center.

### Carrera en cine y televisión
En octubre de 1973, realizó una aparición especial en el programa David Frost Presents the Guinness Book of World Records al lado de Sir David Frost y Don Koehler, que medía 2,49 m (8′ 2″).
Quizás saltó a la fama en los medios masivos por la entrevista que el Sr. Geza Madarasz (un redactor de noticias de la NBC), le hiciera en la ciudad de Nueva York durante una gira en 1975. Después de dicha entrevista trabajó como mozo ayudante en dicha cadena de televisión.
Participó en la serie ALF, que se emitió originalmente por la NBC entre el 22 de septiembre de 1986 y 24 de marzo de 1990. Para representar los movimientos de ALF en cuerpo completo (como cuando el extraterrestre caminaba, corría o estaba parado), Mihaly ayudó portando un traje que le cubría el cuerpo entero — en un intento de lograr tomas más llamativas —.
Después se presentaron algunas dificultades, pues el disfraz era caluroso e incómodo para su uso bajo luces de gran brillo y tomas largas. Por tal motivo, se decidió que la mayor parte de los episodios se utilizaría una marioneta de medio cuerpo (que era de menor tamaño que Meszaros) para facilitar la grabación de las escenas. En realidad el actor solo participó en algunos episodios.
Más adelante, trabajó al lado de directores como Anthony Hickox, Tom Stern y Alex Winter. Filmó películas que destacan en el género de la fantasía y el bizarrismo como Waxwork (1988) y Freaked: La disparatada parada de los monstruos (1993). Su más reciente aparición fue en la película Warlock: The Armageddon (1993). 
Posteriormente, se enfocó a su carrera circense de nuevo.

### Videos musicales
Participó en más de una docena de videos musicales con Aerosmith y otros grupos.

### Anuncios publicitarios
Realizó comerciales para la empresa refresquera Pepsi, al lado de Michael Jackson, quien se volvió uno de sus mejores amigos.
Fue una de las tantas personalidades que prestaron su rostro en la campaña publicitaria de la óptica californiana l.a. Eyeworks.

### Vida personal
Michu tenía conocidos y amistades de muchos campos de la sociedad tales como:
- Larry Rubin, un hombre de relaciones públicas y propietario de Rubin Public Relations, que en 1997 fue reconocido en the Philadelphia Public Relations Association's Hall of Fame; cruzó en bote de este a oeste el río Delaware desde el lado de Camden, Nueva Jersey al Penn's Landing, Filadelfia para conocer a Michu.[24]

- Michael Jackson, quien, el domingo 12 de agosto de 1998, viajó a Inglewood, California para conocerlo.[25] Michu estuvo presente como invitado en un concierto del rancho Neverland, propiedad de Jackson.[26]

## Filmografía parcial
| Año       | Título                                                  | Rol                | Notas |
| --------- | ------------------------------------------------------- | ------------------ | --- |
| 1973      | David Frost Presents the Guinness Book of World Records | Él mismo           | Invitado junto a Don Koehler, persona que medía 2,49 m.                                                            |
| 1978      | H.R. Pufnstuf                                           | Taylor             | |
| 1986–1990 | ALF                                                     | ALF/Gordon Shumway | Acreditado como Asistente Personal de ALF ("Personal Assistant to ALF"); actor dentro del traje; voz de Paul Fusco |
| 1988      | Waxwork                                                 | Hans               | |
| 1988      | Big Top Pee-wee                                         | Andy               | |
| 1989      | Look Who's Talking                                      |                    | Doble del bebé Mikey                                                                                               |
| 1991      | Dear John                                               | Mishka             | Episodio #66 Louise the Hero; (estrella invitada)                                                                  |
| 1993      | Freaked                                                 | George Ramirez #3  | |
| 1993      | Warlock: The Armageddon                                 | Augusto            | |